# Marshall 1959 SLP

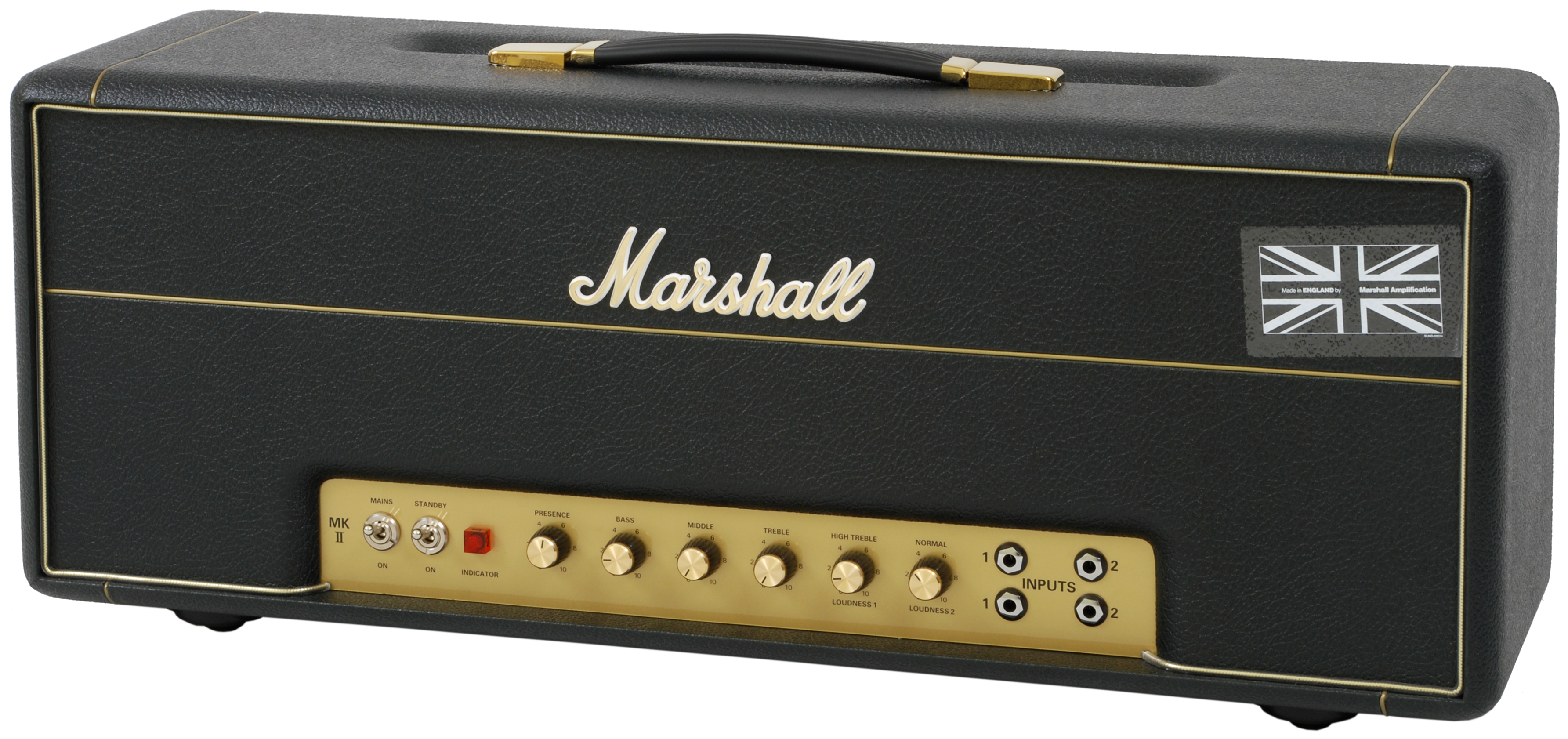
Marshall 1959 SLP

Il Marshall Super Lead (Modello 1959) è un amplificatore per chitarra prodotto dalla Marshall, introdotto nel 1966. Assieme ad esso, la compagnia realizzò anche lo "stack", ovvero, il muro di casse con 4 coni da 12".

## Storia
Il 1959 Super Lead, prodotto dal 1965 al 1981 (anno in cui fu sostituito dal JCM800), è un amplificatore a testata della serie "Standard" della Marshall. Fu progettato da Ken Bran e Dudley Craven quando Pete Townshend, il chitarrista dei The Who chiese alla Marshall un amplificatore a 100 W. Il suo output fu inizialmente progettato per un cabinet 8×12″, ma fu presto cambiato per due casse 4x12″, 1960A "angled" sopra e 1960B "box" sotto, creando così il celeberrimo "Marshall full stack". Ne fu realizzata anche una versione per il basso.
Il pannello di Plexiglas valse alla testata il soprannome "Plexi", ma dal momento che anche i modelli a 50 W si chiamavano Plexi, il modello 1959 a 100 W viene generalmente considerato la Plexi "definitiva". In realtà i pannelli erano fatti con polimeri più robusti, ma per l'osservatore americano medio, sembrava Plexiglas, più familiare.
Nel 1969, la Marshall rimpiazzò il pannello di Plexiglas con uno di alluminio dorato. Vi furono altre modifiche: Nel 1966, le valvole KT66 dei modelli JTM furono rimpiazzate con le EL34. Dopo il 1976, le tensioni furono leggermente ridotte per aumentare l'affidabilità. Ma durante gli anni 70, l'aumento di vendite della Marshall oltreoceano sorse un problema: le valvole EL34 si rompevano spesso durante il trasporto, al punto che gli amplificatori iniziarono ad essere distribuiti con montate valvole Tung-Sol 6550, più robuste, che sono "più rigide e non armonicamente ricche" come le EL34.

### Riedizioni
L'amplificatore fu riprodotto per la prima volta nel 1988 (1959S), dal 1991 al 1993 (1959X) e dal 1993 al 1995 (1959 SLP).  Il SLP proseguì anche dopo il 1995 ma nel 2000 Marshall aggiunse modifiche per ridurre il rumore al fondo (ronzio dei potenziometri), invertì il resistore del feedback negativo al valore del 1968-69 di 47 kΩ e aggiunse l'effect loop. Il 1959 SLP fu venduto fino al 2017. Nel 2005 Marshall introdusse il 1959HW ("hand-wired"), basato sui modelli del 1967–1969, con feedback negativo aggiunto in corrispondenza al modello del 1969. Questo amplificatore fu definito "costoso ma buono." La rivista Guitar Player definì il 1959 "monumentalmente grande, spaventosamente rumoroso e terribilmente costoso"; la sua recensione del 1959HW dice che la testata è "veloce, percussiva, articolata," e richiede "impegno totale del volume."

## Caratteristiche tecniche
Il 1959 ha una potenza di 100 W, due canali e quattro ingressi. Montavano quattro valvole KT66, ma i modelli fatti dopo il 1967 avevano invece quattro valvole EL34; aveva tre valvole ECC83 nel preamplificatore sul palco. Fino al 1973 era disponibile un modello con il tremolo, il 1959T.
Il canale 1 ha il "bright" mentre il 2 emana un segnale più calmo. Ogni canale ha un ingresso ad alto e basso gain; l'ingresso a basso gain è attenuato a 6 dB. I due canali possono essere collegati tra di loro con un cavo, tecnica chiamata "jumping", usata per mischiare i due canali tra loro e quindi crearne un terzo, ibrido, per aumentare il gain.

## Modelli

### 1959 SLP
Il 1959 (Super Lead Plexi) è una riproduzione dell'amplificatore nell'edizione del 1969, il circuito è quello della versione in circolazione verso la fine degli anni '70, con meno sensibilità al feedback, potendo così raggiungere puliti perfetti anche a livelli alti. La testata ha montate come nell'originale tre valvole ECC83, di cui una con la fase splittabile nel preamplificatore e quattro EL34 per l'alimentazione. Si riconosce perché sul pannello frontale presenta la scritta "MK II" e sulle due manopole del volume, esattamente come nelle altre testate Plexi, c'è scritto il nome dei canali sopra ("High Treble" e "Normal") e sotto, al posto di "Volume" si legge "Loudness" 1 e 2. È in produzione dal 1992 e ha il send/return.

### 1959 HW
Il 1959 HW (hand-wired) è una versione del Super Lead costruito interamente a mano sul modello del 1968. Monta le stesse valvole del 1959 SLP ma a differenza di questa, non ha il send/return, sul pannello frontale presenta la sigla "JMP" e sotto alle due manopole di regolazione del volume c'è scritto semplicemente "Volume 1" e "Volume 2". È stato introdotto nel 2005 e dal momento che è di produzione artigianale, è più costoso.

### Studio Vintage
Lo Studio Vintage, nel formato SV20H (Head) o SV20C (Combo), è la versione da studio/appartamento del Super Lead, dalla potenza di 20 W (attenuabile a 5 W). Ha le stesse valvole degli altri due modelli, cioè tre valvole ECC83 nel preamplificatore (di cui una con la fase splittabile) mentre nel finale solo due EL34 anziché quattro, dal momento che ha dimensioni ridotte progettate apposta per facilitarne il trasporto. Presenta inoltre il send/return.

## Artisti

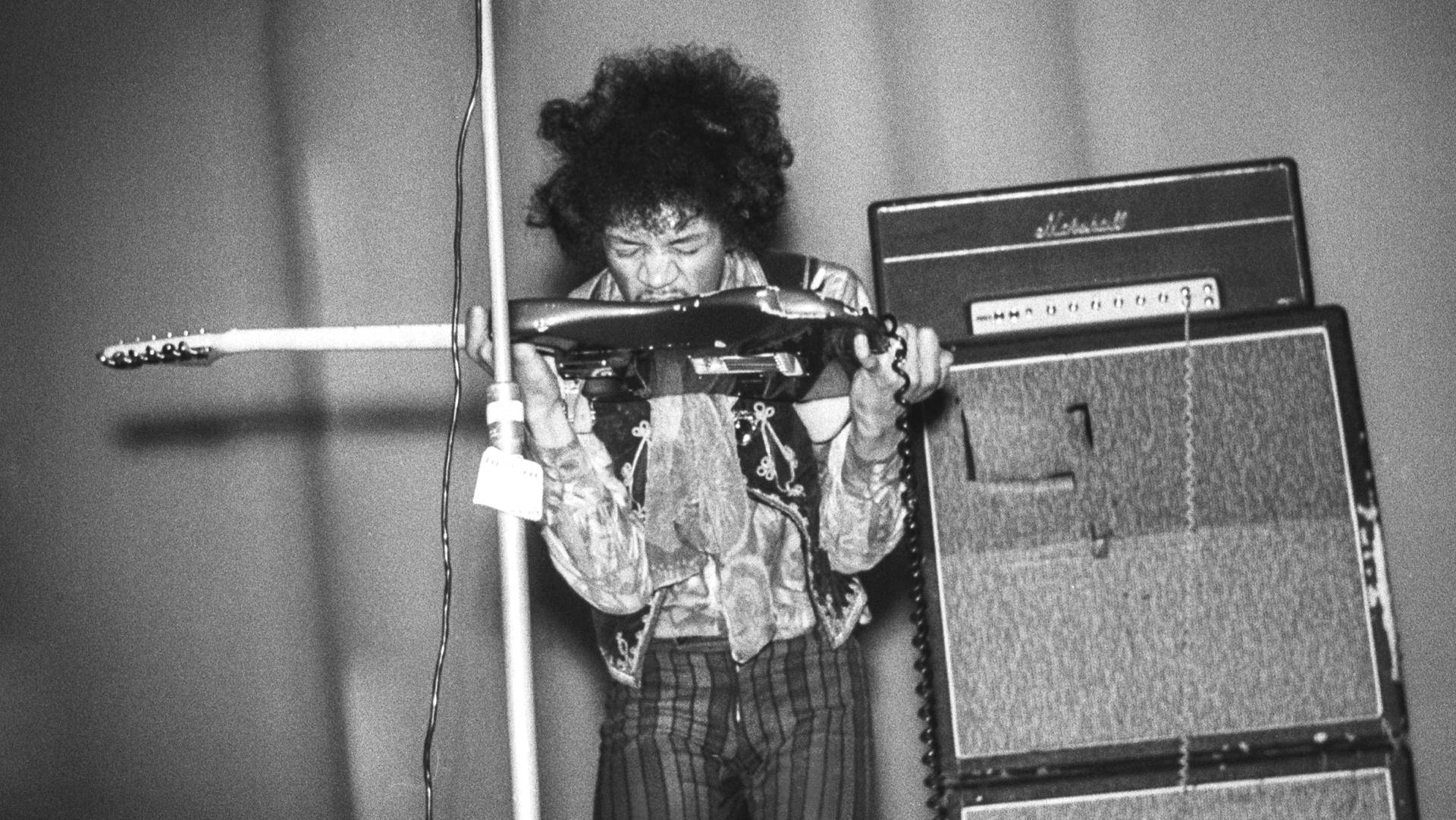
Jimi Hendrix che suona un Marshall Super Lead Plexi nel 1967 a Helsinki.

Questo è forse l'amplificatore per chitarra che più di tutti gli altri ha contribuito in larga maniera a definire il suono della chitarra elettrica in molti generi, specialmente nel blues rock e nell'hard rock.
- Dickey Betts
- Duane Allman
- John Frusciante
- Angus Young[15]
- Malcolm Young
- Eddie Van Halen[16]
- Billie Joe Armstrong
- Jason White
- Jimi Hendrix
- Wayne Kramer
- Fred Smith
- Graham Coxon
- Jimmy Page
- Johnny Ramone
- Pete Townshend
- Ace Frehley
- Billy Gibbons
- J Mascis
- Matt Bellamy[17]
- Randy Rhoads
- Steeve Thomas[18]
- Yngwie Malmsteen
- George Lynch
- Uli Jon Roth
- Richie Kotzen
- Slash
- Richie Blackmore
- Paul Gilbert